# Tylopathes glutinata
Tylopathes glutinata is een Antipathariasoort uit de familie van de Stylopathidae. De wetenschappelijke naam van de soort is voor het eerst geldig gepubliceerd in 1923 door Totton.